# Trambus
Trambusser og sporvogne besørgede den offentlige personbefordring i Århus endnu midt i 1900-tallet.
Intet tyder på at disse trambusser i deres indretning eller brug adskilte sig fra andre byers busser. Snarere er forklaringen den at kommunen har fundet denne (britiske?) betegnelse mere passende end "bus" eller "bybus".
I dag er ordet trambus ikke blot gået af dagligdags brug, men det er næsten gået i glemme – dog bruges det blandt de ældre borgere i Århus.